# Orden der Krone von Rumänien
Der Orden der Krone von Rumänien wurde am 14. März 1881 per Statut von 10. Mai 1881 durch König Carol I. zur Erinnerung an die Erhebung Rumäniens zum Königreich gestiftet. Er wurde bis zum Ende der Monarchie im Jahre 1947 verliehen und fungiert heute als privater Hausorden der rumänischen Hohenzollern-Sigmaringen.

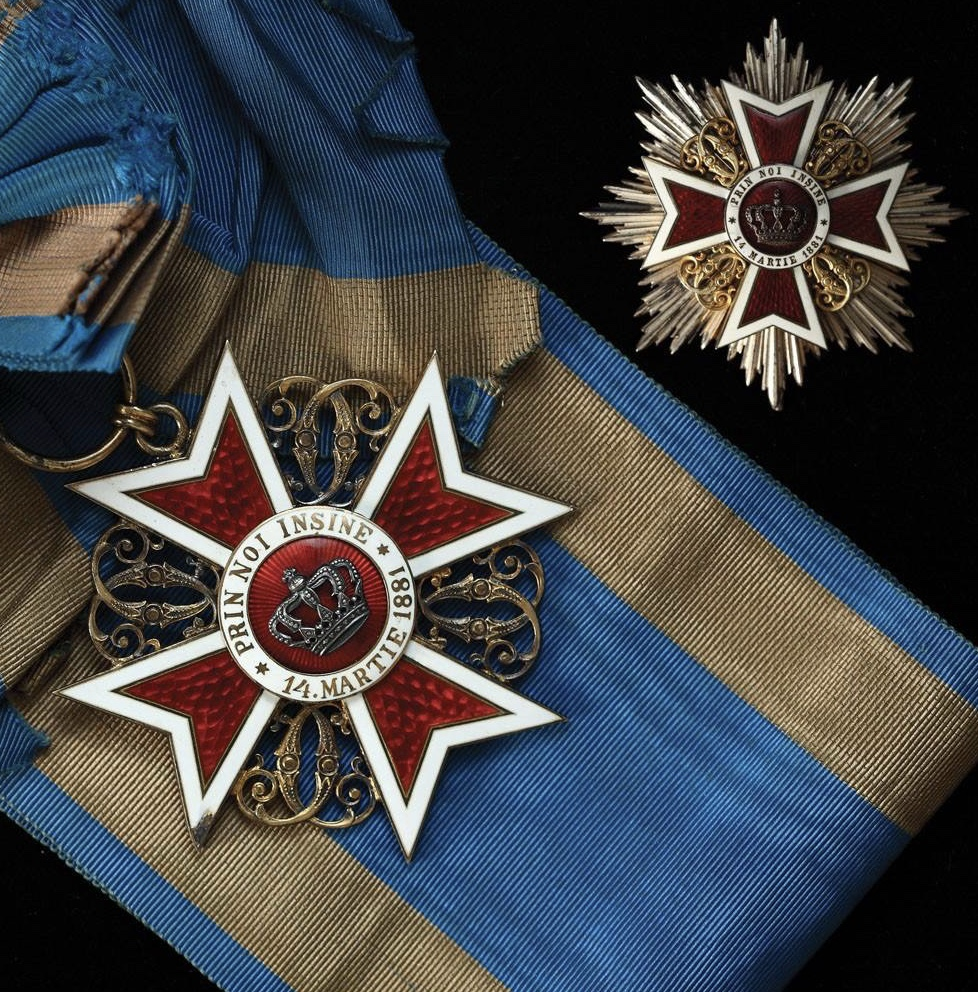
Orden der Krone von Rumänien: Großkreuz Typ 1 zivil

## Ordensklassen
Der Orden hatte fünf Klassen und die Anzahl der Inhaber der einzelnen Stufen war begrenzt.

### Ordensklassen mit Verleihungszahlen

#### 1881
Zunächst galten folgende Zahlen für die maximale Anzahl an Inhabern rumänischer Staatsangehörigkeit (ausländische Träger nicht eingerechnet):
- Großkreuz (25)
- Großoffizier (80)
- Kommandeur (150)
- Offizier (300)
- Ritter in unbeschränkter Zahl

#### 1932
1932 wurden die maximale Anzahl der gleichzeitigen rumänischen Träger erhöht:
- Großkreuz 150
- Großoffizier 300
- Kommandeur 500
- Offizier 1500
- Ritter in unbeschränkter Zahl

#### 1938 (zivil)
Im Februar 1938 wurden die maximale Anzahl der gleichzeitigen rumänischen Träger der zivilen Variante erhöht:
- Großkreuz 200
- Großoffizier 400
- Kommandeur 1000
- Offizier 2000
- Ritter in unbeschränkter Zahl

#### 1938 (militärisch)
Für die 1938 gestiftete Variante für Militärangehörige (mit Krone zwischen Ordenszeichen und Band) galt bei Stiftung die folgende maximale Anzahl der gleichzeitigen rumänischen Träger:
- Großkreuz 50
- Großoffizier 100
- Kommandeur 250
- Offizier 500
- Ritter in unbeschränkter Zahl

## Ordensdekoration

### Variante 1881 (Typ 1)

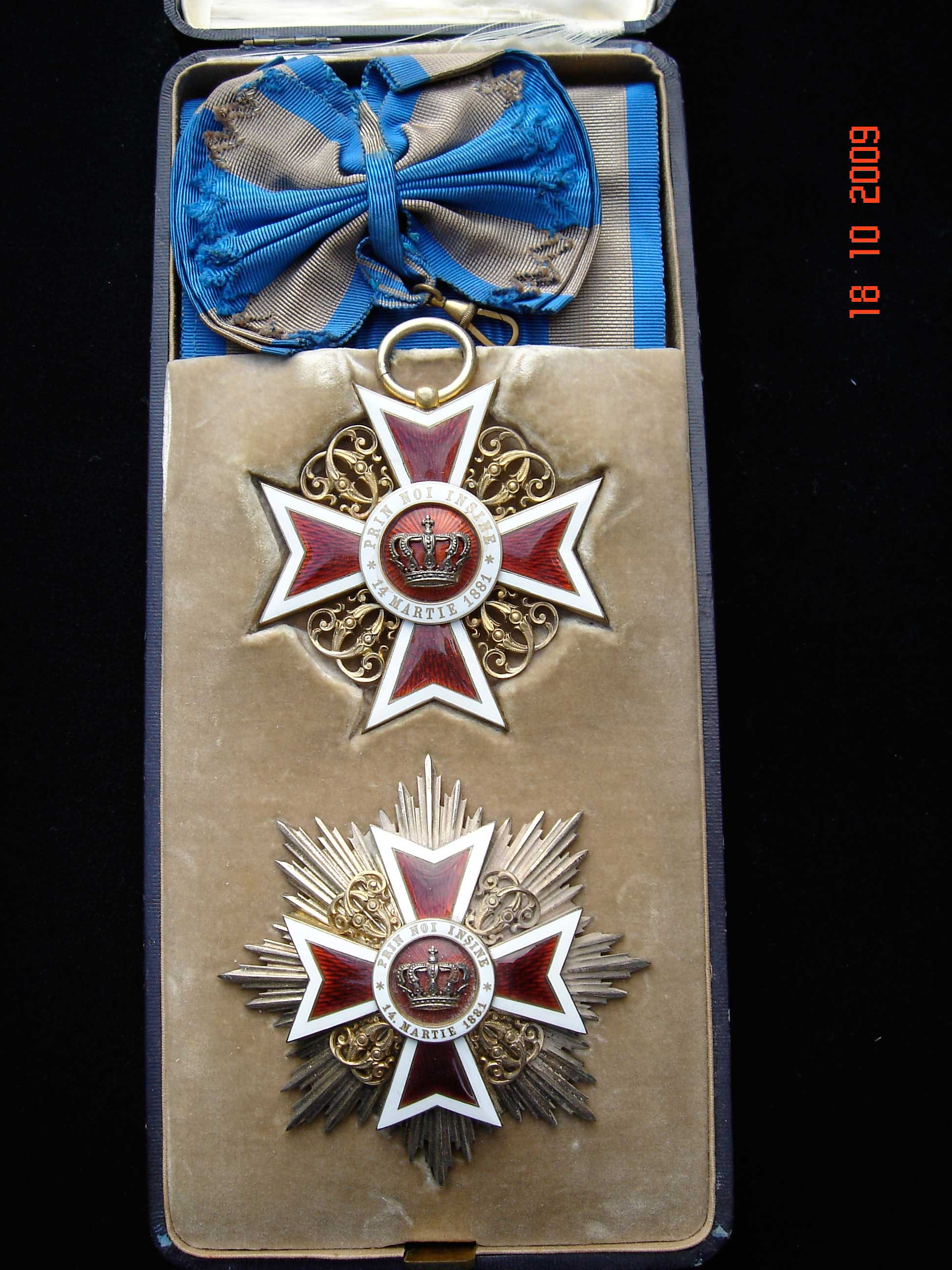
Großkreuz, Typ 1, zivil, in originalem Etui
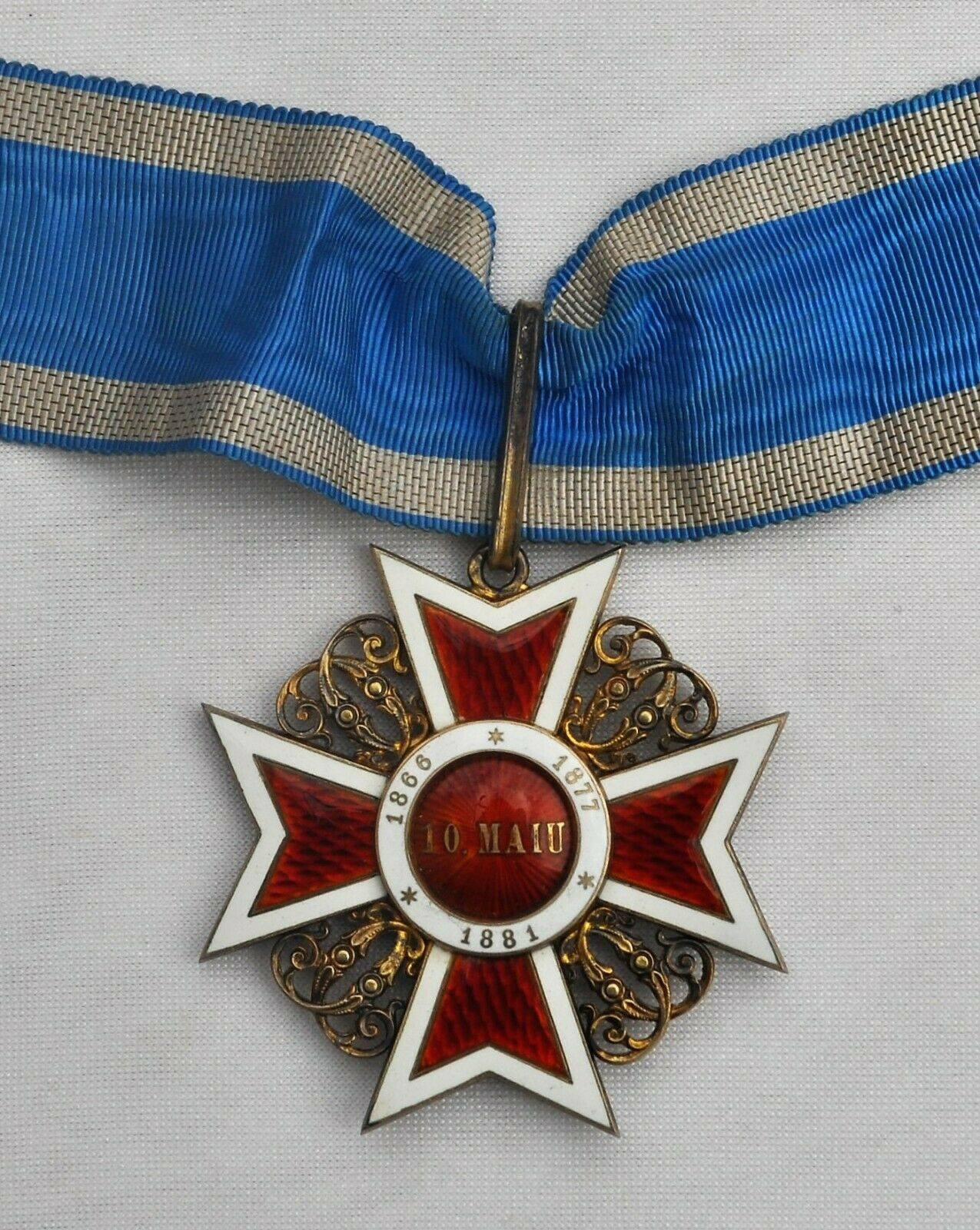
Kommandeur, Typ 1, zivil
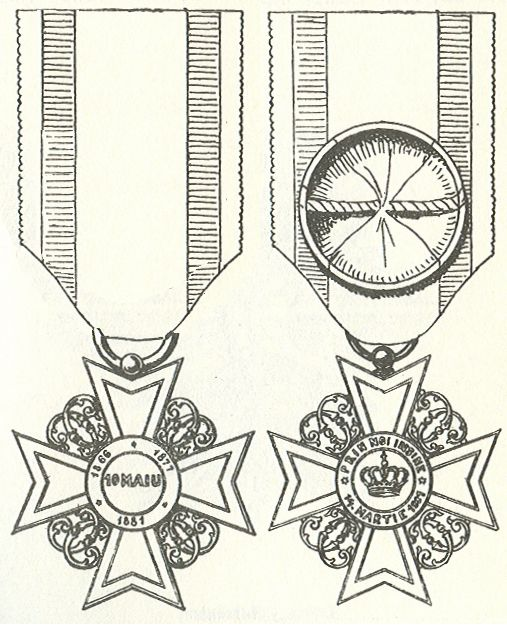
Offizier, Typ 1 (Revers und Avers)
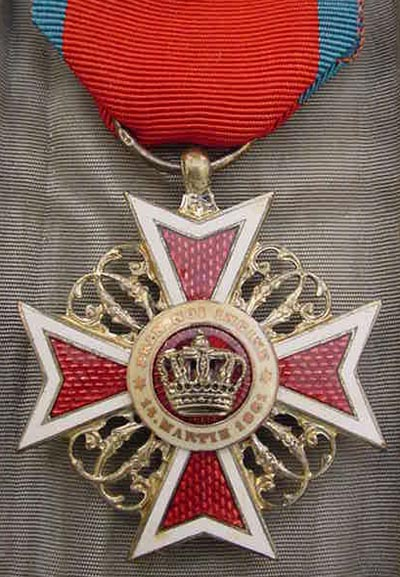
Ritter, Typ 1, zivil, am Band für militärische Tapferkeit, eine untypische Kombination
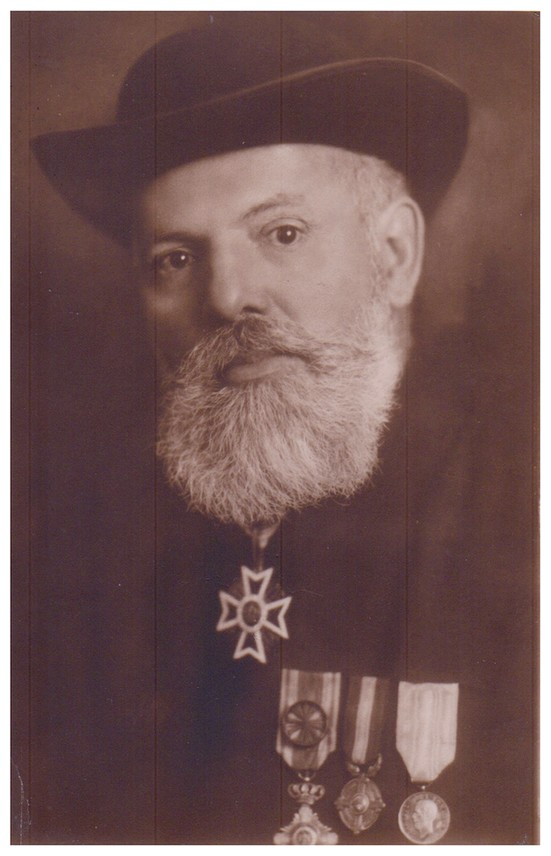
Alexandru Munteanu mit Kommandeurskreuz, zivil, Typ 1.
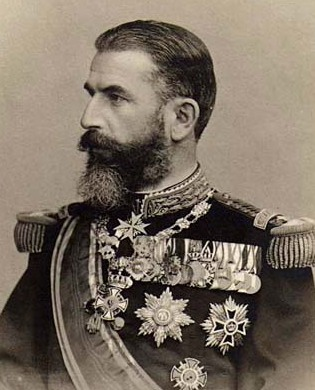
Carol I, König von Rumänien, mit einem Stern des Großkreuz, zivil, Typ 1 (rechts).

Das Ordenszeichen des Modells von 1881 ist ein dunkelrot emailliertes, achtspitziges Johanniterkreuz mit einem in Gold und weiß gefassten Rand. In den Kreuzwinkeln sind die Initialen C (Carol) des Stifters zu sehen. Das Medaillon in der Kreuzmitte zeigt die Königskrone auf dunkelrotem Grund. Das Medaillon ist von einem goldgeränderten weißen Reif umgeben, in der die Ordensdevise
PRIN NOI INSINE (Durch uns selbst) sowie das Stiftungsdatum 14. MARTIE 1881 abgebildet ist. Auf der Kreuzrückseite steht im Medaillon der Tag des Statuts sowie im Reif die Jahreszahlen 1866 (Volksabstimmung), 1877
(vollständige Unabhängigkeit) und 1881 (Proklamation Carols I. zum König von Rumänien). Für die zwei hohen Klassen war noch ein Ordensstern in Silber auf der linken Brustseite vorgesehen. Der Bruststern glich einem silbernen achtstrahligen Strahlenbündel und trug bei den Großkreuzen das Ordenszeichen und bei den Großoffizieren das Medaillon des Avers.
Das Ordensband ist hellblau mit zwei silbernen Streifen.
Ab dem 12. Dezember 1916 wurde der Orden auch in einer Version für Kriegsverdienste mit zwei gekreuzten Schwertern verliehen. Er konnte auch an einem besonderen Band „für militärische Tapferkeit“ verliehen werden. Dieses Band war rot mit zwei blauen Streifen.
Die Auszeichnungen des Typs 1 wurden der rumänischen Regierung hauptsächlich von dem in Bukarest ansässigen Juwelier Joseph Resch geliefert, dessen Logo im Deckel der Verleihungsetuis oft in verschiedenen Varianten erscheint. Resch vertrieb Orden, die von verschiedenen Unternehmen außerhalb Rumäniens hergestellt wurden. In Österreich stellte beispielsweise Juwelier Rozet & Fischmeister Exemplare her, und es gibt Versionen, die wahrscheinlich in Frankreich gefertigt wurden. Im Laufe der Jahre gab es verschiedene kleine Variationen in der Fertigung zwischen den unterschiedlichen Herstellern, die von Sammlern unterschieden werden.

#### Variante 1932 (Typ 2)

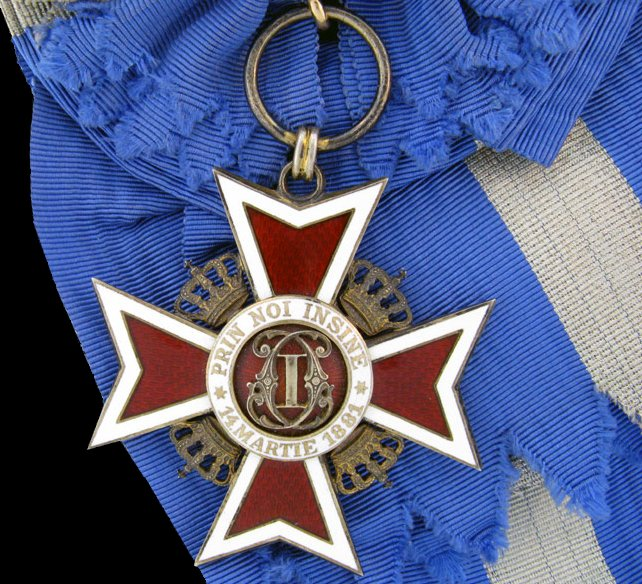
Großkreuz: Kleinod. Typ 2, zivil.
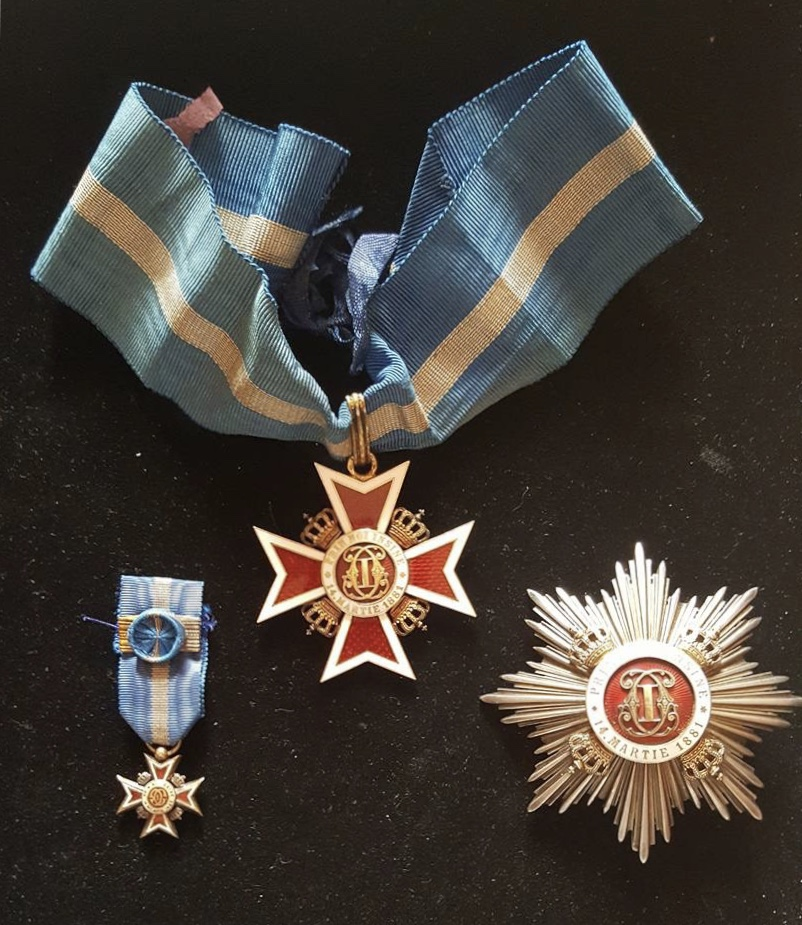
Großoffizier. Links: Offizier (Miniatur). Typ 2, zivil.
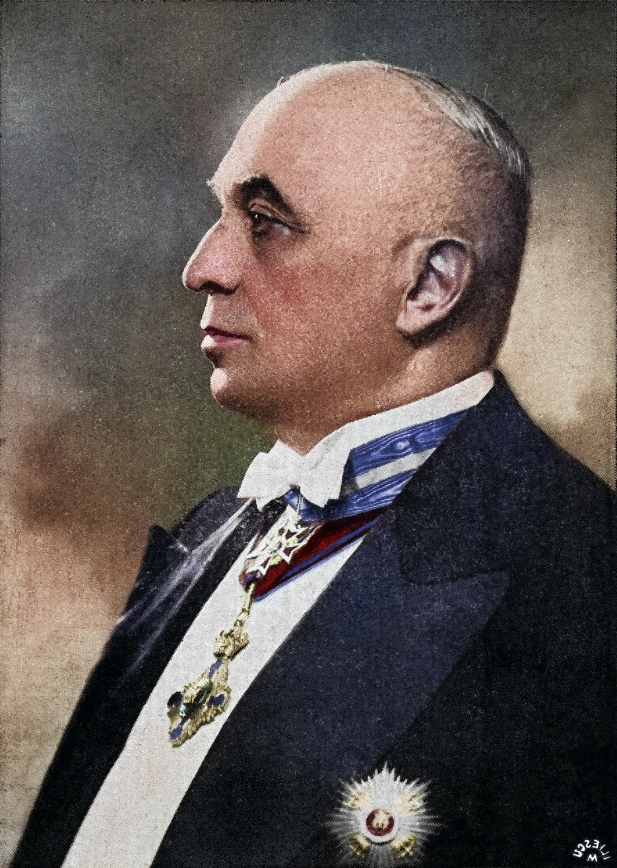
Dr. Dimitrie Tușinschi, Großoffizier, verliehen 1936. Typ 2, zivil.

Im Jahr 1932 wurden alle Klassen des Ordens neu gestaltet. In der Mitte wurde die Krone durch die Initialen von Carol I. ersetzt, während sich zwischen den Kreuzarmen nun vier Kronen befanden. Die Größe der höheren Klassen wurde leicht verringert, und die Bänder sind verändert: Beim Typ 2 sind sie blau mit einem silbernen Streifen in der Mitte, anstelle der früheren Version mit zwei Streifen an den Seiten. Einige sehr seltene, wahrscheinlich 1932 hergestellte Orden des Typs 2 wurden aus vermutlich überzähligen, größeren Orden des Typs 1 hergestellt, indem man ein Monogramm in die Mitte setzte und die Monogramme zwischen den Kreuzarmen durch Kronen ersetzte. Sie sind daran zu erkennen, dass sie größer als die regulären Typ 2 Orden sind.
Ab Februar 1937 wurde beschlossen, dass der Orden im Kriegsfall in einer Version mit gekreuzten Schwertern für Kriegsverdienste verliehen werden konnte.

#### Variante 1938 (Typ 2 militärisch)

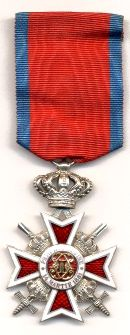
Ritter, Militär, Typ 2, gekreuzte Schwerter als Kriegsauszeichnung.
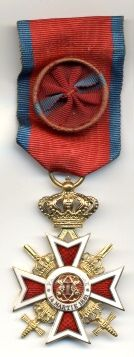
Offizier, militärisch, Typ 2, gekreuzte Schwerter als Kriegsauszeichnung.

1938 wurde eine Version für Angehörige des Militärs geschaffen, die eine zusätzliche Krone zwischen dem Kreuz und dem Band aufwies. Ab Dezember 1938 wurde beschlossen, dass der Orden in Kriegszeiten mit gekreuzten Schwertern und einem Band mit zwei zusätzlichen goldenen Balken auf beiden Seiten verliehen werden sollte. Ab Juni 1941 konnte der Orden auch am „Band für militärische Tapferkeit“ in allen Dienstgraden verliehen werden. Dieses Band war rot mit zwei blauen Streifen an den Seiten.
Die meisten Orden des Typs 2 vor ca. 1941 wurden von Joseph Resch oder Bijouteria Weiss in Bukarest geliefert, die die jeweiligen Etuis auf dem Innendeckel mit ihrem Logo kennzeichneten. Resch vertrieb offenbar Orden, die von C. F. Zimmermann in Pforzheim hergestellt wurden, während Weiss solche vertrieb, die von Souval in Wien hergestellt wurden. Die meisten der späteren Etuis aus der Zeit des Zweiten Weltkriegs tragen auf dem Innendeckel den Lieferanten „Monetaria Nationala“ (Nationale Münze) und enthielten Orden, die von C. F. Zimmermann in Pforzheim hergestellt wurden.

## Trageweise
Großkreuze trugen das Band über die rechte Schulter zur linken Hüftseite. Großoffiziere und Kommandeure trugen die Dekoration um den Hals. Ritter und Offiziere trugen ihn auf der linken Brust.